# Nowa (serial telewizyjny)
Nowa – polski serial kryminalny, emitowany od 11 marca do 10 czerwca 2010 w TVP2. Serial w reżyserii Tomasza Szafrańskiego został wyprodukowany przez Aktiv Media.

## Opis fabuły
Ada Mielcarz (Justyna Schneider) to młoda policjantka, która rozpoczyna pracę w Komendzie Stołecznej Policji. Zostaje przydzielona do doświadczonego komisarza Macieja Wolskiego (Marcin Bosak), który niekoniecznie chce z nią współdziałać. Ich praca to rozwiązywanie zagadek tajemniczych morderstw, porwań i oszustw, dlatego szybko muszą znaleźć wspólny język.

## Bohaterowie
- Ada Mielcarz – policjantka, na stażu w komendzie stołecznej zostaje partnerką Macieja Wolskiego. Z wykształcenia jest psychologiem. Mieszka razem ze swoją przyjaciółką Ewą Kalitą. Ada podkochuje się w swoim partnerze Wolskim.
- Maciej Wolski – policjant, kobieciarz. Zaczęła mu się podobać Ada, choć się do tego nie przyznaje.
- Paulina Barska – inspektor, rozwiedziona, zadurzona w policyjnym negocjatorze Andrzeju Radwanie.
- Eryk Lemański – laborant, technik, informatyk, grafolog. Na komendzie m.in. sporządza portrety pamięciowe, szuka odcisków palców. Podkochuje się w Adzie.
- Andrzej Radwan – policyjny negocjator. Konkuruje z Maćkiem. Podkochuje się w Paulinie Barskiej.
- Ewa Kalita – dziennikarka, najlepsza przyjaciółka Ady Mielcarz. Dziewczyny znają się z pierwszych studiów – psychologii i razem mieszkają.
- Piotr Szuba – lekarz i patolog.

## Obsada
- Justyna Schneider jako Ada Mielcarz
- Marcin Bosak jako Maciej Wolski
- Małgorzata Kożuchowska jako Paulina Barska
- Andrzej Nejman jako Eryk Lemański
- Piotr Grabowski jako Piotr Szuba
- Anna Czartoryska jako Ewa Kalita
- Szymon Bobrowski jako Andrzej Radwan

## Spis odcinków
| Data emisji | Nr | Tytuł            | Oglądalność |
| ----------- | -- | ---------------- | ----------- |
|             |    |                  |             |
| 11.03.2010  | 1  | Pierwsza sprawa  | 2 640 683   |
|             |    |                  |             |
| 18.03.2010  | 2  | Partnerzy        | 2 024 217   |
|             |    |                  |             |
| 25.03.2010  | 3  | Idealna para     | 2 052 622   |
|             |    |                  |             |
| 01.04.2010  | 4  | Pacjentka        | 2 179 185   |
|             |    |                  |             |
| 08.04.2010  | 5  | Porachunki       | 1 951 171   |
|             |    |                  |             |
| 22.04.2010  | 6  | Genialny plan    | 2 023 883   |
|             |    |                  |             |
| 29.04.2010  | 7  | Przyjaciele      | 1 777 871   |
|             |    |                  |             |
| 06.05.2010  | 8  | Wątpliwość       | 1 996 049   |
|             |    |                  |             |
| 13.05.2010  | 9  | Przysługa        | 2 091 534   |
|             |    |                  |             |
| 20.05.2010  | 10 | Bliska znajomość | 2 087 679   |
|             |    |                  |             |
| 27.05.2010  | 11 | Nowe życie       | 1 914 171   |
|             |    |                  |             |
| 03.06.2010  | 12 | Prawdziwa miłość | 1 428 534   |
|             |    |                  |             |
| 10.06.2010  | 13 | Pożegnanie       | 1 629 223   |